# Friesland
Friesland (frisiska och officiellt namn Fryslân) är en provins i norra Nederländerna. Provinsens huvudstad är Leeuwarden (Ljouwert). Provinsen har 646 285 invånare (2016) och ytan är 3 349 km².
I Friesland talas två språk: nederländska och frisiska. Frisiska är det officiella förvaltningsspråket i provinsen. Omkring 350 000 människor har frisiska som modersmål (1995). Frisiska städer och byar har också två namn, ett på nederländska och ett på frisiska.

## Kommuner
Friesland består av 18 kommuner (gemeenten):

- Achtkarspelen
- Ameland
- Dantumadiel
- De Fryske Marren
- Harlingen
- Heerenveen
- Leeuwarden
- Ooststellingwerf
- Noardeast-Fryslân
- Opsterland
- Schiermonnikoog
- Smallingerland
- Súdwest-Fryslân
- Terschelling
- Tytsjerksteradiel
- Vlieland
- Waadhoeke
- Weststellingwerf